# Большая Мариэтта
Большая Мариэтта — река в России, протекает по Ямало-Ненецкому АО. Устье реки находится в 25 км по правому берегу реки Мариэтта. Длина реки составляет 43 км. Высота устья — 64 м над уровнем моря. В 25 км от устья по правому берегу впадает река Мариэтта.
Система водного объекта: Мариэтта → Танлова → Надым → Карское море.

## Данные водного реестра
По данным государственного водного реестра России относится к Нижнеобскому бассейновому округу, водохозяйственный участок реки — Надым. Речной бассейн реки — Надым.
Код объекта в государственном водном реестре — 15030000112115300048498.